# As Neves do Kilimanjaro
The Snows of Kilimanjaro (bra: As Neves do Kilimanjaro; prt: As Neves do Kilimanjaro, ou As Neves de Kilimanjaro) é um filme norte-americano de 1952, do gênero aventura, dirigido por Henry King e estrelado por Gregory Peck, Susan Hayward e Ava Gardner.

## Notas sobre a produção

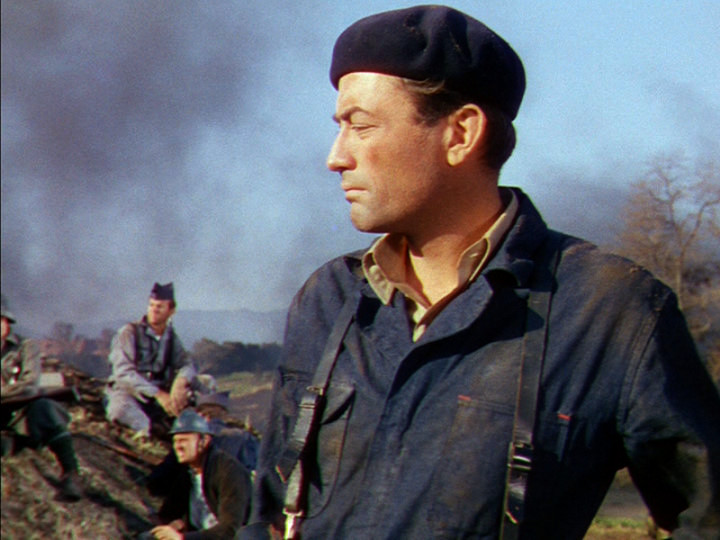
Gregory Peck em cena do filme, como o escritor Harry Street em ação na Guerra Civil Espanhola.

## Sinopse

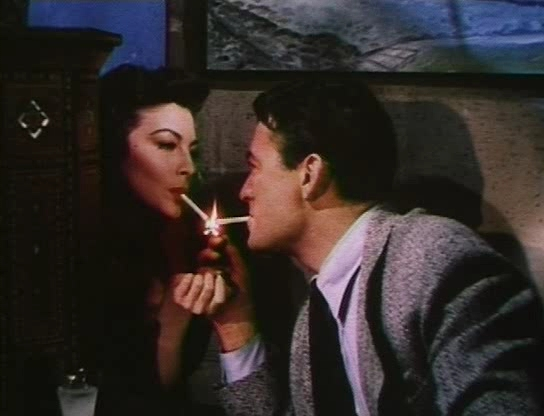
Ava Gardner e Gregory Peck em cena do filme.